# シモン・ペレス
シモン・ペレス（ヘブライ語: שמעון פרס, Shimon Peres [ʃiˌmon ˈpeʁes] ( 音声ファイル), 1923年8月2日 - 2016年9月28日）は、イスラエルの政治家。元同国大統領（第9代）。首相（第9・12代）を2期務めた。1948年の建国期から政治の舞台に立ち続け、「イスラエル建国の父のひとり」と評された。

## 生い立ち

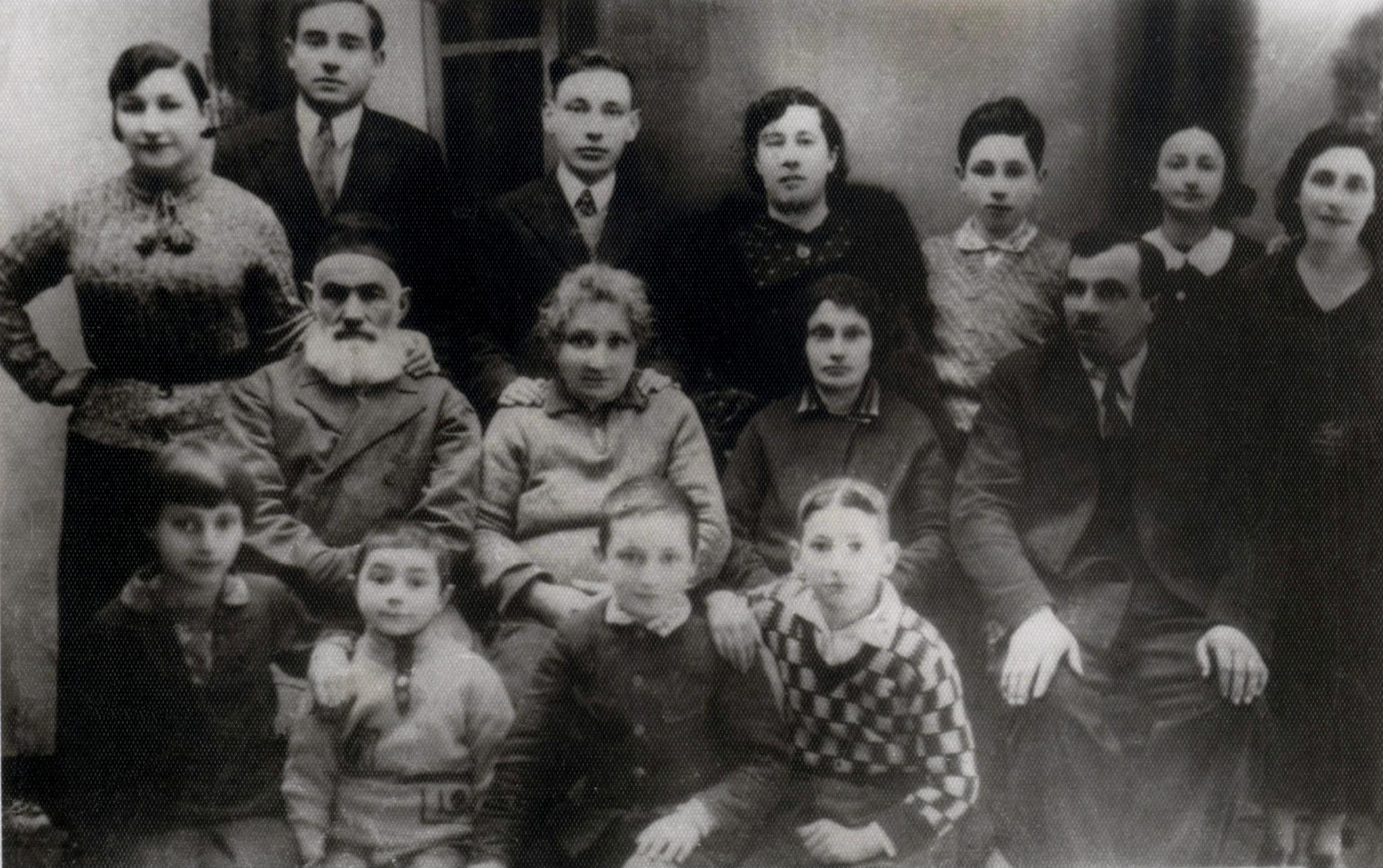
家族とともに（1930年、最後列の右から3番目の人物がペレス）

シモン・ペレス（出生時の名はSzymon Perski）はポーランドのヴィシェニェフ（現在ベラルーシの一部）の中で生まれた。1934年に家族とともにイギリス委任統治領パレスチナのテルアビブへ転居する。テルアビブのゲウラ・スクールおよびベン・シェメンの農業学校で学んだ。
1947年に、ペレスはハガナー（イスラエル国防軍の前身）に徴用され、ダヴィド・ベン＝グリオンによって隊員募集と武器購入の責任者に指名された。1950年代初頭には米国留学。ニュースクール大学、ニューヨーク大学、ハーバード大学で英語、経済学、心理学、経営学などを学ぶ。1952年国防次官に就任し、成立間もないイスラエルのための武器調達に努めた。ペレスの尽力はフランスからのダッソー・ミラージュIIIジェット戦闘機や、原子炉購入に大きく貢献した。

## 政治経歴
政治経歴の初期、ペレスはユダヤ人とアラブ人の居住区域の分割を提案した政治家の1人だった。当初はヨルダン川西岸地区へのユダヤ人入植地も支持していた。和平を追求する理由について、心の苦痛からではなく、イスラエルに安全をもたらすために必要だからだと公言していた。
第四次中東戦争後のイスラエル労働党党首選挙に出馬し、イツハク・ラビンに敗れる。ラビンが首相辞任後に党首となるが、総選挙で敗れ右派政党リクードのメナヘム・ベギン政権誕生を許す。リクードとの挙国一致内閣で第9代首相（1984年-1986年）を務める。92年の党首選でライバルであったラビンに敗れ、ラビンは総選挙でリクードのイツハク・シャミルから政権を奪う。

### 和平合意とその挫折
1992年、首相に就任したラビンはペレスを外務大臣に任命し、ヤーセル・アラファート率いるパレスチナ解放機構と和平交渉を進めさせる。元参謀総長であるラビンは国民から幅広く信頼されていたため、和平に反対する右派を抑え込むことができた
ペレスの尽力によりイスラエル・パレスチナ間で和平合意がなされ、ノルウェーのオスロで「暫定自治政府原則の宣言（オスロ合意）」が締結された。1994年にはヨルダンとの平和条約に調印する。これらの功績により、ペレスはラビン、アラファトと並んで1994年ノーベル平和賞を受賞した。しかし、1995年11月4日にラビンはテルアビブで和平反対派のユダヤ人青年イガール・アミルに射殺されてしまう。緊急閣議で副首相・外相だったペレスが暫定内閣の首相代行に就任した。
ペレスは弔問に訪れた各国首脳に対し「和平推進が究極の使命」と述べ、ラビンの路線を引き継ぐことを明言した。ペレスへの支持率は54%に達し、最大野党リクードの党首であるベンヤミン・ネタニヤフを大きく引き離した。和平賛成派も51%から74%に急上昇した。
しかし、首相に就任したペレスは様々な勢力からの圧力にさらされる。左派はラビン暗殺の責任を彼に負わせようとし、イスラエルとの和平に反発したパレスチナの過激派がテロを起こし、ネタニヤフはそれを材料に労働党政権を批判した。さらにレバノンのヒズボラもイスラエルを攻撃し、ペレスは反撃を指示する。この時、民間人に死傷者が出たため、アラブ系イスラエル人から不信感を買ったとされる。1996年、首相公選でネタニヤフに1%差で敗れ、政権を失う。ペレスは直前まで支持率で10ポイントもリードしていたが、討論会でテレビ映えするネタニヤフに逆転された。
ペレスの跡を継いだネタニヤフも、その次に政権を採った労働党のエフード・バラックも和平を実現することはできなかった。2000年の大統領選でペレスは勝利は確実視されながらリクードの推すモシェ・カツァブに逆転を許す。2000年に第2次インティファーダが起きてからは、ペレスはイスラエルとパレスチナの関係強化を目指す非政府組織「ペレス平和センター」や民間プロジェクトに活動の軸足を移した。
2001年の首相公選で、リクードのカリスマ的指導者アリエル・シャロンが政権を獲得する。

### カディマ結成へ
シャロンは労働党と連立を組み、ペレスは2001年-2002年には外務大臣を務めた。同時多発テロで世界のパレスチナに対する注目がそれた時、右派出身の閣僚たちはアラファトの政治生命を断つべきだと主張した。ペレスはそれに反論し、シャロンは強硬論を退けつつ自治政府の弱体化を指示した。ペレスはアラファトに電話し「私がいつまで制止できるか分からない」と伝えた。
2003年の総選挙でシャロンは勝利し、ペレスは労働党と共に連立政権を離れた。2004年10月、シャロンは方針転換をしてガザ地区全入植地の撤退（ガザ撤退）を宣言した。これを受けて労働党は2005年1月に再び連立に加わり、党首だったペレスは特別副首相となる。しかし、2005年の党首選でアミール・ペレツ（en:Amir Peretz）に破れてしまう。
ガザ撤退を巡ってシャロンとネタニヤフの党内抗争が激化し、党首であるにも拘らず、シャロンがエフード・オルメルトやツィッピー・リヴニらとともにリクードを離党した。11月、ペレスらも労働党を離党し、シャロンらと合流して「領土の譲歩」と「非武装のパレスチナ国家承認」を基本方針とする中道政党カディマを結成する。カディマは高い人気を獲得するが、シャロンが脳卒中により意識不明となり、オルメルトが首相と党首の地位を引き継ぐ。

### 大統領

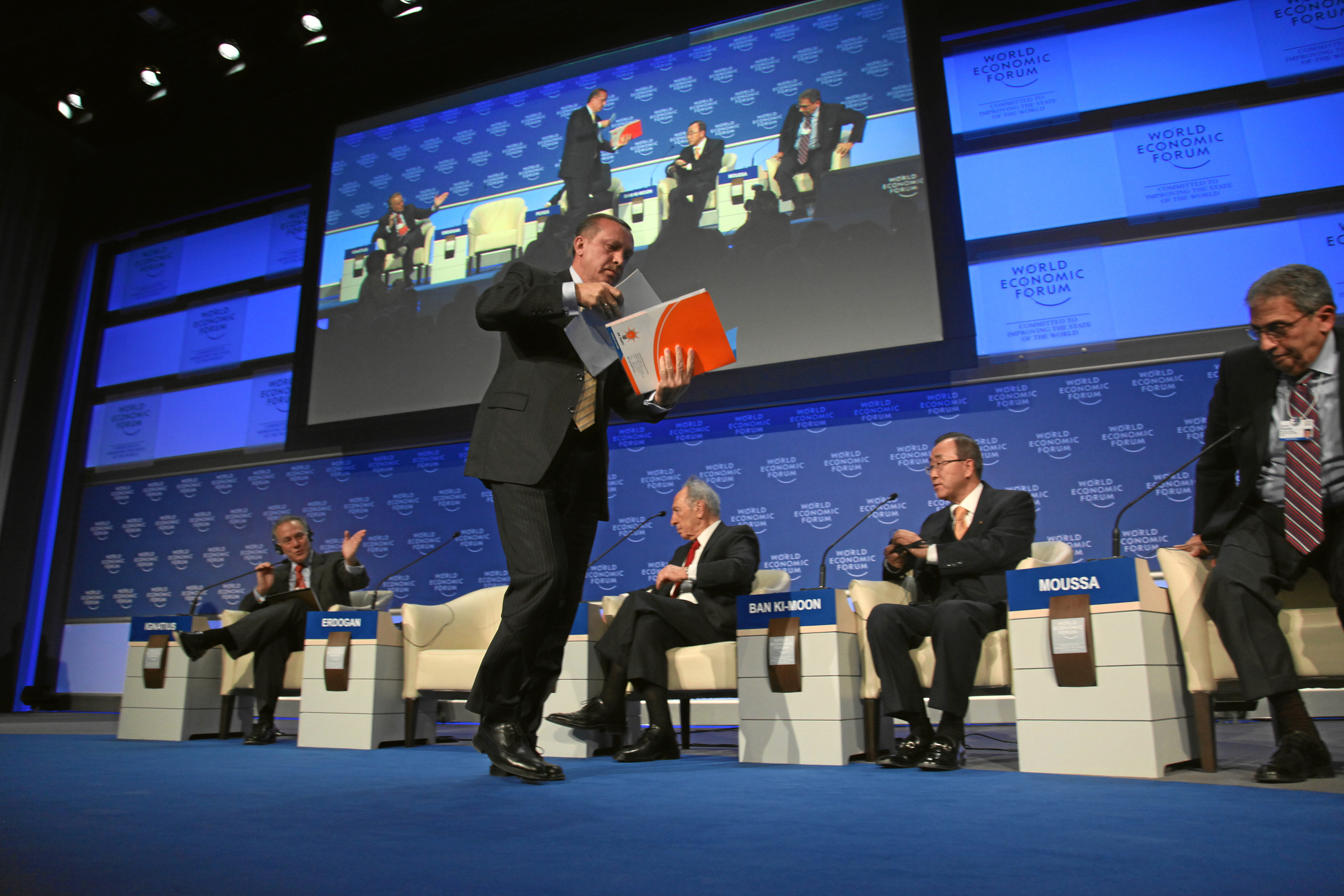
ダボス会議に出席するペレス（左から3席目）。席を立っているのはエルドアン

2007年6月13日に行われた大統領選にて、国会での投票でルーベン・リブリンを破り、第9代イスラエル大統領に当選。7月に正式に就任した。イスラエル大統領は名誉職に過ぎないが、大統領任期中がペレスにとって「イスラエルで最も愛され輝いた」時期であるとされる。
2009年1月29日、ペレスはダボス会議でガザ紛争 (2008年-2009年)について、「ハマスによって沢山のイスラエルの人々が命を落とした」と25分間に渡ってイスラエルの正当性を訴えた。しかし、会議に同席していたトルコ首相エルドアンが「人殺しをしているのはイスラエルの方だ」などと糾弾し、ペレスと口論となった。エルドアンは「二度とこない」と吐き捨てるように言ってその場を去った。
核開発問題が明らかになって以降、イスラエルと鋭く対立しているイランとの関係について、ペレスは「（ロウハーニー大統領と）会って話す用意がある」と表明した。首相のネタニヤフは武力攻撃も辞さない姿勢を見せており、それとは異なる姿勢であるが、イスラエルの政界に長年いるペレスの発言は世論への影響力が大きいとされる。
2014年7月24日に大統領を退任。

### 死去
2016年に入って心臓に不調を抱え入院し、9月に入って心臓ペースメーカーをつけ、9月13日には脳卒中で緊急搬送された。9月28日、テルアビブにて93歳で死没。

## 人物

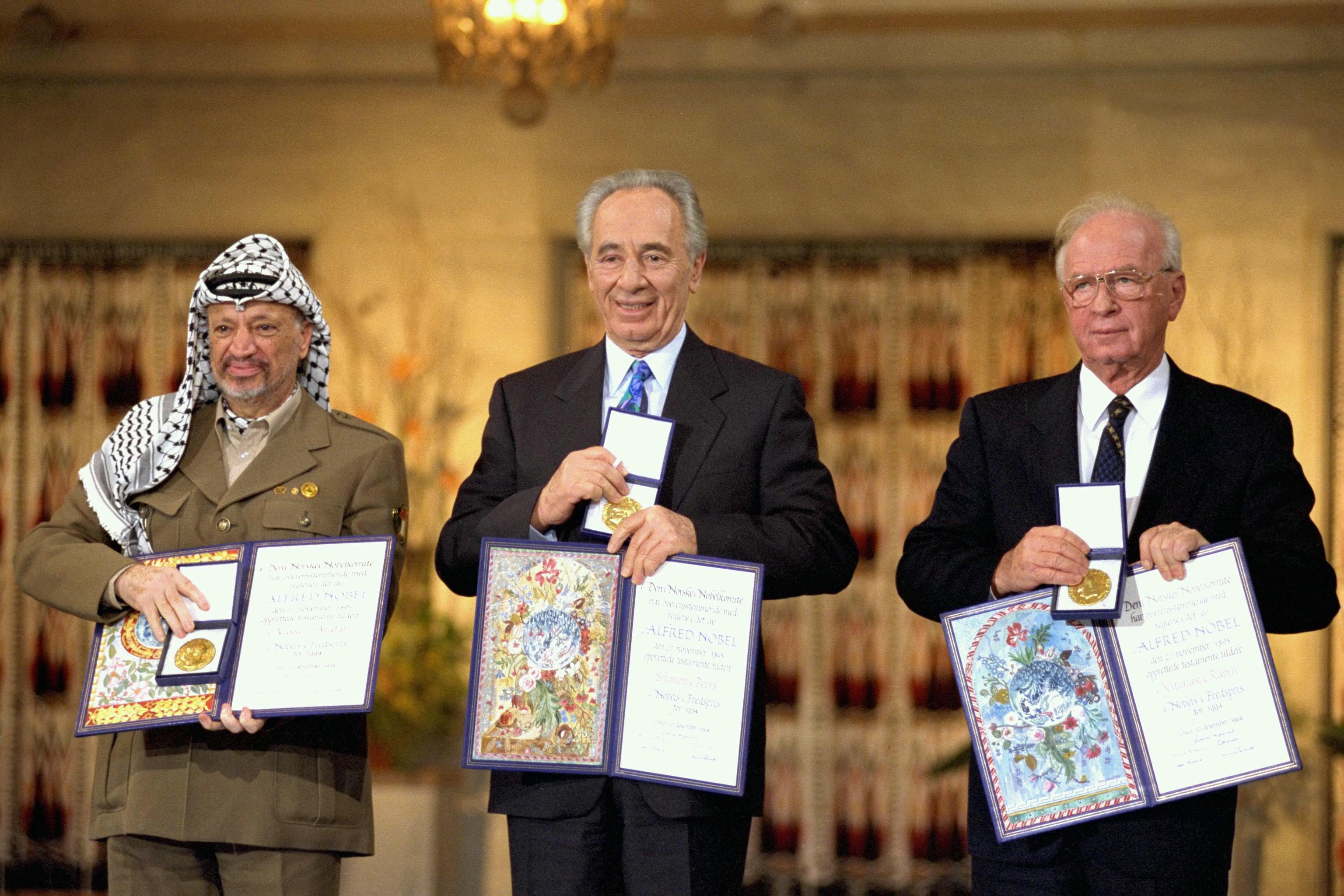
ノーベル平和賞を受賞したラビン、ペレス、アラファト

- 軍歴が乏しく、ヨーロッパの知識人と相性が良いリベラルな人物とされる。タフな交渉ぶりや巧みな党利党略で知られ、「絶え間ない策略家」（ラビン）と呼ばれていた。参謀総長を務めアメリカとの関係が深いラビンとは対照的で、ライバルである2人の仲が悪いのは公然の秘密だった。
- 戦争終結とアラブ諸国との和解、「中東経済共同体」の創設などを提唱していた。一方でペレスの未来志向や精練された表現は、現実主義的なイスラエル国民に訴えかけるには不十分で、軍歴の乏しさも相まって選挙では連敗続きだった。労働党党首としては4回も総選挙に負けている[11]。

## 著書
- 60 ans de conflit israelo-arabe : Temoignages pour l'Histoire（ブトロス・ブトロス＝ガーリとの共著）
- シモン・ペレス 著、古崎博 訳『ユダヤの挑戦』読売新聞社、1971年10月15日。NDLJP:11925803。（原題 David's Sling: The Arming of Israel, 1970年）
- シモン・ペレス 著、舛添要一 訳『和解 中東和平の舞台裏』飛鳥新社、1993年。